# Biologische Bewegung
Biologische Bewegung ist ein Begriff aus der experimentellen Psychologie und der Psychophysik. Angedeutet wird damit eine Kategorie visueller (oder auch hörbarer) Reize, die typischerweise in Experimenten eingesetzt werden, um die Grundlagen der Wahrnehmung zu erforschen, eine Diagnose zu stellen, oder auch außergewöhnliche Leistungen der Wahrnehmung zu demonstrieren. „Biologische Bewegung“ lässt sich definieren als die wahrnehmbare, aktive Fortbewegung von Lebewesen, insbesondere die visuelle Darstellung menschlicher Bewegung. „Biologische Bewegung“ wird auch häufig als Kürzel für sog. Lichtpunkt-biologische-Bewegung benutzt. Bei solchen Bewegungsmustern sind nur wenige bewegende Punkte auf homogenem Hintergrund sichtbar (typischerweise 10–20). Diese Punkte sind üblicherweise auf den Gelenken und distalen Enden der Körperextremitäten platziert (Demo: ).

## Vorgeschichte
Der Begriff „biologische Bewegung“ wurde 1973 vom schwedischen experimentellen Psychologen  Gunnar Johansson im Kontext der so genannten Lichtpunktläufer eingeführt. Johansson arbeitete bis dahin an der Entwicklung von Gestaltgesetzen für die Wahrnehmung von kleinen Gruppen weißer Punkte auf schwarzem Hintergrund. Dabei fand er Gesetzmäßigkeiten für Expansion, Translation, Rotation und Pendelbewegungen. Um seine Befunde für natürliche Bewegungen zu testen, entwickelte er Videoverfahren, um menschliche Bewegung in Lichtpunkten darzustellen. Johansson montierte Personen Lampen an die Positionen der Gelenke und filmte sie dann, während sie sich im Dunkeln bewegten. Damit hatte er einen Reiz entwickelt, der weitgehend von Bild- und Forminformation losgelöst war. Sein erstaunlicher Befund war, dass Menschen biologische Bewegung trotz stark reduzierter Hinweise sehr viel besser wahrnehmen können, als aufgrund der Gestaltgesetze erwartet wurde. Dieser Befund wurde in den späten 1970ern und 1980ern weiter untermauert. So können beispielsweise Geschlechtsunterschiede, Stimmungen oder auch die Identität einer Person anhand des Lichtpunktläufers erkannt werden.

## Wahrnehmungsmechanismus
Obwohl der Begriff „biologische Bewegung“ vermuten lässt, dass es sich um eine Art der visuellen Bewegungswahrnehmung handelt, deutet Johanssons Einbettung auf Ebene der Gestaltgesetze bereits an, dass keine typischen Verarbeitungsmechanismen visueller Bewegung zugrunde liegen. Schon früh wurde erkannt, dass Läsionspatienten, die Schwierigkeiten bei der Bewegungserkennung haben, trotzdem biologische Bewegung anhand des Lichtpunktläufers sehr gut erkennen können. Während Patienten, die Schwierigkeiten haben, Objekte zu erkennen ebenfalls Schwierigkeiten haben, biologische Bewegung anhand des Lichtpunktläufers zu erkennen.
Diese Befunde wurden bei gesunden Personen bestätigt.

## Neuronaler Mechanismus
Elektrophysiologische Untersuchungen an Makaken zeigten, dass bestimmte Zellen im sekundären auditiven Cortex, der Sulcus temporalis superior, spezifisch auf den Lichtpunktläufer Stimulus reagieren. In den 90er-Jahren gab es ähnliche Befunde im prämotorischen Cortex bei Makaken. Bei den letzteren Neuronen handelte es sich erstaunlicherweise um Neuronen mit einer motorischen Funktion, und deshalb wurden diese als Spiegelneuronen bezeichnet.